# 藤田三郎
藤田 三郎（ふじた さぶろう、1902年〈明治35年〉4月12日 ‐ 1990年〈平成2年〉1月2日）は、全国農業協同組合中央会会長。

## 概要
高知県香美郡香我美町出身。1930年、明治大学専門部を卒業し、農林省に入省。満州国に赴任し、北安省開拓科長や錦州省盤山県副県長を歴任し、1946年に盤山県日本民留民会会長として引揚者を引率して帰国。1947年に高知県農地委員となり、その後高知県農協中央会、高知県信用農業協同組合連合会の会長を務め、1975年、全国農業協同組合中央会会長に就任し、2期6年務めた。
1966年藍綬褒章、1974年勲三等瑞宝章、1982年勲二等旭日重光章受章。